# Рериг, Зак
Захари Джордж «Зак» Рериг (англ. Zachary George «Zach» Roerig (произносится /rɔːrɪg/); род. 22 февраля 1985 года в Огайо, США) — американский актёр, наиболее известный по роли Кейси Хьюза в сериале «Как вращается мир» и роли Мэтта Донована в сериале «Дневники вампира».

## Биография
Зак родился в Огайо, в семье Даниэля и Андреа Рериг. У него есть младшая сестра Эмили (род. 1989). Семейный бизнес Реригов — производство надгробных памятников, этим занимаются отец и дед Зака, и он сам помогал отцу, когда рос.
Во время обучения в школе он входил в основной состав школьной футбольной команды и занимался борьбой.
В Огайо Зак числился в составе модельного агентства Stone Model & Talent Agency, затем отправился в Нью-Йорк и присоединился к агентству Ford Models. Дебютировал на телевидении в эпизоде сериала «Закон и порядок», в 2004 году. Первой заметной ролью на телевидении для него стал персонаж Кэйси Хьюз в мыльной опере «Как вращается мир». Сначала роль была эпизодическая, но скоро, в марте 2005 года, Зак заключил полноценный контракт на съёмки в этом сериале.
Зак снимался в рекламном ролике спортивной одежды и обуви Foot Locker. В печатной рекламе засветился для JCPenny и Marshall Fields.
Входил в актёрский состав не вышедшего в эфир пилота шоу канала CW «Раздельное решение».
В 2003 году Зак получил награду как «Самый востребованный мужчина» от Международной ассоциации профессионалов и молодых талантов, обладающих потенциалом.

## Личная жизнь
В январе 2011 года у Зака и его девушки, актрисы Аланны Тернер, родилась дочь, имя девочки не известно. Позже пара рассталась. Известно, что Зак встречался со своей коллегой по сериалу Дневники вампира Кэндис Акколой, но в конце мая 2012 года пара распалась.
В июне 2013 актёр подал в суд штата Джорджии, претендуя на единоличную опеку над ребёнком. Мать девочки — Аланна Тернер, находится в тюрьме. Ранее она уже привлекалась трижды за мелкие правонарушения. В ноябре 2017 года они расстались с Натали Келли.

## Фильмография
| Год       |     | Русское название              | Оригинальное название                    | Роль                |
| --------- | --- | ----------------------------- | ---------------------------------------- | ------------------- |
| 2004      | с   | Закон и порядок               | Law & Order                              | курьер на роликах   |
| 2005      | кор | —                             | Flutter Kick                             | Джейсон Мэттьюс     |
| 2005—2009 | с   | Как вращается мир             | As the World Turns                       | Кейси Хьюз          |
| 2006      | с   | Риба                          | Reba                                     | человек на свадьбе  |
| 2006      | тф  | —                             | Split Decision                           | Грейди Лав          |
| 2007      | с   | Направляющий свет             | Guiding Light                            | Алекс               |
| 2007      | ф   | —                             | Tie a Yellow Ribbon                      | подросток Джо       |
| 2007      | с   | Одна жизнь, чтобы жить        | One Life to Live                         | Хантер Этвуд        |
| 2008      | ф   | Убийство школьного президента | Assassination of a High School President | Мэтт Маллен         |
| 2008      | ф   | —                             | Dear Me                                  | Адам                |
| 2008      | кор | Официальный отбор             | Official Selection                       | американский солдат |
| 2008—2009 | с   | Огни ночной пятницы           | Friday Night Lights                      | Кэш                 |
| 2009—2017 | с   | Дневники вампира              | The Vampire Diaries                      | Мэтт Донован        |
| 2015      | тф  | Принц                         | The Prince                               | Тафт                |
| 2015      | ф   | Поле потерянной обуви         | Field of Lost Shoes                      | Джек Стенард        |
| 2016      | с   | Первородные                   | The Originals                            | Мэтт Донован        |
| 2016      | кор | —                             | 2BR02b                                   | Эдвард Уэлинг       |
| 2017      | ф   | Звонки                        | Rings                                    | Картер              |
| 2017      | ф   | Год впечатляющего человека    | The Year of Spectacular Men              | Майки               |
| 2017      | с   | Одарённые                     | The Gifted                               | Пульс               |
| 2018      | ф   | —                             | The Outer Wild                           | помещик             |
| 2018      | с   | Наследие                      | Legacies                                 | Мэтт Донован        |
| 2019      | с   | Бог меня зафрендил            | God Friended Me                          | Эйден               |
| 2019      | ф   | Отчаянный ход                 | The Last Full Measure                    | молодой Рэй Мотт    |
| 2019—2020 | с   | Как ты смеешь                 | Dare Me                                  | Уилл Мозли          |